# Weiler-la-Tour
Weiler-la-Tour (Luxemburgs: Weiler zum Tuer, Duits: Weiler zum Turm) is een gemeente in het Luxemburgse Kanton Luxemburg.
De gemeente heeft een totale oppervlakte van 17,07 km² en telde 1474 inwoners op 1 januari 2007.

## Plaatsen in de gemeente
- Hassel
- Syren
- Weiler-la-Tour

## Evolutie van het inwoneraantal
| Jaar                              | 2001 | 2002 | 2003 | 2004 | 2005 |
| --------------------------------- | ---- | ---- | ---- | ---- | ---- |
| Inwoneraantal                     | 1321 | 1341 | 1349 | 1360 | 1368 |
| Opmerking: tellingen op 1 januari |      |      |      |      |      |